# Szűcs Géza
Szűcs Géza (?, 1906. december 14. – ?, 1973) válogatott labdarúgó, csatár, balösszekötő. A sportsajtóban Szűcs II néven volt ismert.

## Pályafutása

### Klubcsapatban
A Törekvés labdarúgója volt. Technikás, sokat mozgó, játékos volt, akinek erőnléte az átlag alatt maradt.

### A válogatottban
1925-ben egy alkalommal szerepelt a magyar labdarúgó-válogatottban.

## Statisztika

### Mérkőzése a válogatottban
| Magyarország | Magyarország      | Magyarország        | Magyarország  | Magyarország | Magyarország | Magyarország | Magyarország | Magyarország |
| #            | Dátum             | Helyszín            | Hazai         | Eredmény     | Vendég       | Kiírás       | Gólok        | Esemény      |
| ------------ | ----------------- | ------------------- | ------------- | ------------ | ------------ | ------------ | ------------ | ------------ |
| 1.           | 1925. október 11. | Prága, Sparta-pálya | Csehszlovákia | 2 – 0        | Magyarország | barátságos   | -            |              |
|              | Összesen          |                     |               | 1            | mérkőzés     |              | 0            | gól          |